# Sosedov sin (film)
Sosedov sin (izviren angleški naslov The Harvest) je ameriška triler grozljivka iz leta 2013, katero je izdala distribucija IFC Films, režiral pa John McNaughton. Film je svojo premiero doživel 19. oktobra 2013 na mednarodnem filmskem festivalu v Chicagu. Zgodba govori o dekletu (Natasha Calis), ki se spoprijatelji z osamljenim bolnim fantom iste starosti, vendar njuno prijateljstvo ovira njegova mama.

## Vsebina
Po izgubi staršev se najstnica Maryann (Natasha Calis) preseli k svojim starim staršem, kjer se spoprijatelji z Andyem (Charlie Tahan), ki je priklenjen na invalidski voziček. Ker je Andy zelo bolan, mora ostajati v hiši po navodilih svoje mame Katherine (Samantha Morton), ki mu prav tako prepoveduje obiske. Ko starši odkrijejo za Maryannine obiske je Andyevemu očetu Richardu (Michael Shannon) to popolnoma prav, medtem ko Katherine obiskom popolnoma nasprotuje, spremeni pa se tudi njeno obnašanje.
Ko Katherine  obišče Maryannine stare starše in jim pojasni, da Andy umira, ji ti več ne dovolijo obiskov. Ampak vseeno Maryann še naprej obiskuje Andya v Katherinini odsotnosti; odpelje ga celo na dvorišče in z njim igra bejzbol. Vendar morata z igro hitro končati, saj Andya pokliče mama, da prihaja domov. Uspeta oditi nazaj v hišo, Maryann pa se skrije v klet kjer najde dečka v komi. Vendar Katherine ugotovi za Maryannin obisk in začne psihično in fizično napadati Andya. Richard Andya potolaži, medtem ko Katherine odide k Jasonu, dečku v komi. Ko Richard odide po zdravila se izkaže, da ima razmerje z drugo žensko. Katherinino obnašanje se poslabša, Maryann pa ugotovi da je Jason bil ugrabljen iz bolnišnice kot dojenček. Zmuzne se k Andyu in ugotovi, da se njegova mama in oče pripravljata na presaditev jeter. Katherine in Richard odstranita Andyu del ledvic, Richard pa mu pove da so mu odstranili slepič.
Medtem Maryann odide k Andyu in mu pove o dečku v kleti, ter o njenih sumih da je ugrabljen. Andy je skeptičen in odide v klet, kjer najde Jasona. Richard ga zaloti in ga skuša odnesti v sobo preden ga zaloti Katherine, vendar neuspešno. Katherine takrat pove, da je Jason njun pravi sin. Maryann se odpravi k Andyu, ki ji pove da je on pravi Jason, in da je Jason pravi Andy. Jasno postane, da je presaditev srca namenjena Andyu, ki je Katherinin in Richardov biološki sin. Zakonca sta ugrabila Jasona, da bi bil darovalec organov za njunega bolnega sina. Maryann skuša pomagati Jasonu pobegniti vendar ju zaloti Richard, ki ga je prišel pripraviti za operacijo. Vendar Richard zaradi vesti raje pomaga Jasonu pobegniti. Katherine se ne more soočiti z neizbežno smrtjo svojega sina zato injicira Richarda in začne zasledovati Maryann in Jasona. Omamljen Richard odklopi vse aparate iz Andya, sproži požar v kleti in leže zraven sina. Katherine izsledi Jasona in Maryann, vendar steče nazaj v hišo ko ugotovi da so se aparature iz Andya izklopile. Ko vstopi v hišo se streha goreče hiše podre in ubije vse tri. Na koncu Maryann in Jason, ki lahko spet hodi igrata bejzbol.

## Igralci
- Samantha Morton kot dr. Katherine Young
- Michael Shannon kot Richard Young
- Natasha Calis kot Maryann
- Charlie Tahan kot Andy Young / Jason
- Peter Fonda kot dedek
- Leslie Lyles kot babica
- Meadow Williams kot Sandra